# Oncholaimus problematicus
Oncholaimus problematicus is een rondwormensoort uit de familie van de Oncholaimidae. De wetenschappelijke naam van de soort is voor het eerst geldig gepubliceerd in 1977 door Coles.